# 劉紹曾
劉紹曾（?—?），直隸省安州人，清朝政治人物、進士出身。
光緒三十年，會試第145名；殿試登進士三甲第98名，后分發為知縣。1921年1月，擔任河南省財政廳廳長；次年12月辭職。